# Místní samospráva
Územní samospráva nebo místní samospráva je obecný termín pro nejnižší úrovně veřejné správy v rámci konkrétního suverénního státu. Někdy se používá výrazu místní vláda, což odkazuje na úroveň správy, která je jak geograficky lokalizovaná, tak má omezené pravomoci. Slovo „vláda“ bývá někdy vyhrazeno pro správu označovanou také jako národní, ústřední nebo federální vláda. Výrazu místní vláda se však vždy používá, na rozdíl od národní vlády, specificky. Místní samosprávy obecně jednají pouze v rámci pravomocí, které na ně konkrétně deleguje zákon a/nebo směrnice vyšší úrovně správy (viz též článek přenesená působnost). Ve federálních státech místní správa obecně zahrnuje až třetí nebo čtvrtou úroveň vlády. Forma rozsáhlé samosprávy, kdy jednotný čili unitární stát poskytuje určitým územím široké právo na samostatné rozhodování o vlastních záležitostech včetně zákonodárné kompetence, se označuje jako územní autonomie.
Otázka samosprávy obcí je klíčovou otázkou veřejné správy a vládnutí. V mnoha zemích se k tomu konají komunální volby. Běžné názvy pro subjekty místní samosprávy zahrnují stát, provincii, region, kanton, departement, kraj, okres, prefekturu, město, městys, čtvrť, farnost, obec, hrabství, vesnici, obvod a oblast místní správy, územně-samosprávný celek.

## Česká republika
Příkladem územní samosprávy v České republice jsou obce jako základní územní samosprávné celky a kraje jako vyšší územní samosprávné celky. Jejich právo na samosprávu je zakotveno v Ústavě (hlava první: čl. 8, hlava sedmá: čl. 99–105) a dále je podrobněji vymezeno zejména v zákoně č. 128/2000 Sb., o obcích a v zákoně č. 129/2000 Sb., o krajích. Samosprávné celky vytvářejí vlastní orgány, jejichž prostřednictvím je výkon samosprávy uskutečňován. Územní samospráva může vydávat obecně závazné vyhlášky obcí nebo krajů.

## Izrael
Místní samospráva v Izraeli má za úkol městské plánování, regulaci využití území (zoning) a zajištění pitné vody a integrovaného záchranného systému, stejně jako vzdělání a kulturu.
Izraelská místní vláda má téměř vždy jednu z následujících forem:
- městská rada, která vládne velké úřednické samosprávě,
- místní rada, která vládne malé samosprávě,
- oblastní rada, která vládne skupině komunit, často venkovského charakteru.